# Lisa Banes
Lisa Banes (Chagrin Falls, 9 juli 1955 – New York, 14 juni 2021) was een Amerikaans actrice.

## Biografie
Banes heeft het acteren geleerd aan de Juilliard School in New York.
Ze stierf op 65-jarige leeftijd aan de gevolgen van een aanrijding in New York.

## Filmografie

### Films
Uitgezonderd korte films.
- 2016 A Cure for Wellness - als Hollis
- 2015 Cocktails & Dreams - als kunstvrouw
- 2015 The Strongest Man - als mrs. Rosen
- 2014 Gone Girl - als Marybeth Elliott
- 2009 Legally Blonds – als directrice Higgins
- 2008 Brothel – als Priscilla
- 2007 Freedom Writers – als Karin Polachek
- 2004 Combustion – als burgemeester Walker
- 2002 Dragonfly – als Flora
- 2002 Pumpkin – als Chippy McDuffy
- 1999 Too Rich: The Secret Life of Doris Duke – als Barbara Hutton
- 1998 Without Limits – als Elfriede Prefontaine
- 1996 Mother, May I Sleep with Danger? – als Jessica Lewisohn
- 1996 My Son Is Innocent – als Lisa Eubanks
- 1996 Last Exit to Earth – als Elder
- 1995 Miami Rhapsody – als gynaecologe
- 1995 The Avenging Angel – als Rebecca Heaton
- 1994 Cries from the Heart – als ms. Tolbert
- 1993 A Family Torn Apart – als Barbara Forester
- 1992 Danger Island – als Diana
- 1990 A Killer Among Us – als Joanne Westrope
- 1990 Close Encounters – als Andrea Griffin
- 1988 Young Guns – als Mallory
- 1988 Cocktail – als Bonnie
- 1986 One Police Plaza – als Erica
- 1985 Marie – als Toni Greer
- 1984 The Hotel New Hampshire – als moeder
- 1980 Look Back in Anger – als Allison Porter

### Televisieseries
Uitgezonderd eenmalige gastrollen.
- 2018 Nashville - als directrice van Ranch - 4 afl.
- 2016 Masters of Sex - als mrs. Clavermore - 2 afl.
- 2010 – 2016 Royal Pains – als Ellen Collins – 9 afl.
- 2012 Perception – als Irene Reardon – 2 afl.
- 2006 Saved – als dr. Victoria Cole – 2 afl.
- 2005 Six Feet Under – als Victoria – 3 afl.
- 1999 - 2004 One Life to Live – als Eve McBain - 13 afl.
- 2004 The King of Queens – als Georgia Boone – 2 afl.
- 2002 Girls Club – als Meredith Holt – 4 afl.
- 2000 – 2001 Son of the Beach – als Anita Massengil – 28 afl.
- 1999 Legacy – als Georgina Winters – 4 afl.
- 1998 Michael Hayes – als Madeline – 2 afl.
- 1990 – 1992 The Trials of Rosie O'Neill – als Doreen Morrison – 34 afl.
- 1989 China Beach – als Cat Von Seeger – 2 afl.
- 1988 Hemingway – als Martha Gelhorn – miniserie
- 1985 Kane & Abel – als Anne Kane – miniserie

## Theaterwerk opBroadway
- 2010 Present Laughter – toneelstuk – als Liz Essendine
- 2009 Accent on Youth – toneelstuk – als miss Darling
- 1998 High Society – musical – als Margaret Lord
- 1995 Arcadia – toneelstuk – als Lady Croom
- 1988 – 1990 Rumors – toneelstuk – als Cassie Cooper

- Bibliothèque nationale de France: cb14152598b (data)
- Gemeinsame Normdatei: 1072490196
- International Standard Name Identifier: 0000 0000 0146 9020
- Library of Congress Control Number: no99001783
- Virtual International Authority File: 76523727
- WorldCat: E39PBJrrBTdDBth4V9Xr7FPmh3